# Taurus (film)
Taurus (Russisch: Телец, Telets) is een Russische dramafilm uit 2001 onder regie van Aleksandr Sokoerov.

## Verhaal
Vladimir Lenin heeft een beroerte gekregen. Hij trekt zich terug op een landgoed om weer op krachten te komen. Intussen tracht hij oplossingen te vinden voor de Sovjet-Unie, waar op dat ogenblik sociale onrust heerst.

## Rolverdeling
| Acteur             | Personage           |
| ------------------ | ------------------- |
| Leonid Mozgovoj    | Vladimir Lenin      |
| Maria Koeznetsova  | Nadezjda Kroepskaja |
| Sergej Razjoek     | Jozef Stalin        |
| Natalja Nikoelenko | Zus van Lenin       |
| Irina Sokolova     | Moeder van Lenin    |
| Lev Jelisejev      | Arts                |